# Beerenfresser
Die Beerenfresser (Paramythiidae) sind eine kleine Singvogelfamilie, die aus zwei Gattungen mit je einer Art besteht. Sie umfasst den Gelbbauch-Beerenfresser (Oreocharis arfaki), der die Gattung Oreocharis repräsentiert, und den Schopfbeerenfresser (Paramythia montium) aus der Gattung Paramythia. Beide Arten sind in Neuguinea endemisch.

## Merkmale
Die Beerenfresser erreichen Körperlängen von 12 bis 22 cm. Das Gefieder ist kräftig gemustert. Beim Gelbbauch-Beerenfresser ist der olivgrüne Rücken mit einer kräftigen schwarzen, gelben und weißen Musterung verschmolzen. Beim Schopfbeerenfresser sind die Ohrdecken, die Halsseiten und die Unterseite, einschließlich der Flanken, graublau. Die Flügel sind mittellang. Der Schwanz ist kurz bis mittellang. Der kleine bis mittelgroße Körper ist eiförmig. Der kurze bis mittellange Schnabel ist gerade, spitz und leicht gewölbt. Der Kopf ist groß, der Hals ist kurz und dick. Die Beine sind mittelkurz, die Füße sind stämmig. Die Männchen des Gelbbauch-Beerenfressers sind heller gefärbt und deutlicher gemustert. Beim Schopfbeerenfresser ähneln sich die Geschlechter.

## Systematik

### Äußere Systematik
Die Beerenfresser gehören zum Kern der großen adaptiven Corvoidea-Radiation innerhalb der Singvögel. Sie wurden in molekularen phylogenetischen Studien nur selten untersucht, und die vorhandenen Belege sind widersprüchlich: Zwei Studien deuten auf eine Schwesterbeziehung mit den Pirolen (Oriolidae) hin, während eine andere, neuere Studie nahelegt, dass sie ein Schwestertaxon der Psophodidae sind.  Die jüngste Studie, die die Paramythiidae einbezieht, weist sie als Schwestergruppe der Vireos (Vireonidae) und der Australflöter (Psophodidae) aus.

### Innere Systematik
Es werden folgende Gattungen und Arten unterschieden:
- Oreocharis
  - Gelbbauch-Beerenfresser (Oreocharis arfaki). Es werden keine Unterarten unterschieden.

- Paramythia
  - Schopfbeerenfresser (Paramythia montium). Es werden vier Unterarten unterschieden.

## Lebensraum
Die Beerenfresser bewohnen die Bergwälder Neuguineas.

## Nahrungsverhalten
Die Beerenfresser ernähren sich überwiegend von kleinen Früchten, insbesondere Beeren. Der Gelbbauch-Beerenfresser nimmt auch Blüten und Knospen zu sich und der Schopfbeerenfresser Insekten und andere kleine Wirbellose.

## Fortpflanzungsverhalten
Fast alles, was über die Brutbiologie dieser Gruppe bekannt ist, basiert auf Untersuchungen des Schopfbeerenfressers, der monogam lebt und biparentale Brutpflege betreibt. Das sperrige Napfnest wird meist aus Moos, Stöcken, Flechten, Wurzeln und Stängeln errichtet und in der Gabel eines Baumes oder eines Strauches befestigt. Schopfbeerenfresser legen ein Ei. Beim Gelbbauch-Beerenfresser wurde schon ein Paar mit zwei Jungvögeln beobachtet, sodass die Art wahrscheinlich mindestens zwei Eier legt. Nur das Weibchen bebrütet die Eier, aber sowohl Männchen als auch Weibchen füttern die Jungen. Die Brutzeit dauert mindestens zwölf Tage, ansonsten ist über die Dauer der Brutpflege nichts weiter bekannt.